# Jornadas de Julio
Las Jornadas de Julio de 1917 fue el nombre que recibieron las protestas armadas respaldadas por los anarcocomunistas y los bolcheviques, finalmente fracasadas, que trataron de derrocar al Gobierno provisional ruso y traspasar el poder a los sóviets (consejos) en julio de ese año. Estas protestas se produjeron al mismo tiempo que tenía lugar una crisis gubernamental por la dimisión de los ministros kadetes del Gobierno, lo que dejó la gestión de la crisis en manos de los dirigentes defensistas del Sóviet de Petrogrado, principalmente de los mencheviques.
Las protestas, debidas a una mezcla de descontento por el empeoramiento de la situación económica, agitación radical y oposición a la reanudación de las operaciones militares entre otros factores, se produjeron en medio de una crisis gubernamental desencadenada por la dimisión de los ministros kadetes. Las manifestaciones fueron un síntoma del amplio descontento con el desempeño del Gobierno de coalición social-liberal y del deseo de que el Sóviet tomase la iniciativa en la aplicación de reformas.
Las marchas, multitudinarias, se sucedieron a lo largo de tres días en los que los manifestantes, atizados por algunos cuadros socialrevolucionarios de izquierda, anarquistas y bolcheviques, exigieron con vehemencia pero inútilmente a los dirigentes del Sóviet de Petrogrado que derrocasen al Gobierno Provisional Ruso y tomasen el poder, con la intención de poner en marcha amplias reformas. El rechazo frontal de los socialistas moderados a aceptar esta exigencia y la falta de una dirección política alternativa hicieron fracasar las protestas, apoyadas en el último momento y con bastante renuencia por la dirección bolchevique. La falta de apoyo a las manifestaciones en las provincias, el de las tropas del frente al Sóviet y el respaldo tardío de algunas unidades militares de la capital a este tras publicarse dudosas acusaciones de connivencia de Lenin con los alemanes permitieron a los dirigentes del Sóviet poner fin a las protestas y recuperar el control de la capital.
El aplastamiento del intento de golpe de Estado supuso un debilitamiento temporal del partido de Lenin que, sin embargo, resurgió con fuerza a finales de verano y quedó rehabilitado durante el golpe de Kornílov a comienzos de septiembre. El Sóviet de Petrogrado, cúspide del sistema de sóviets del país instaurado durante la Revolución de Febrero y controlado por los socialistas moderados, se negó a tomar el poder como exigían los manifestantes, contribuyendo decisivamente al fracaso de la intentona. El resultado de las protestas supuso una victoria pírrica para los defensistas, que disfrutaban aún de un respaldo mayoritario para sus posiciones en las provincias; ante la falta de reformas y la imposibilidad de formar una nueva coalición que las pusiese en marcha, su fuerza se fue tornando en debilidad a lo largo del verano y del otoño.

## Antecedentes

### Crisis gubernamental
El acuerdo reconociendo la autonomía de Ucrania de los ministros del Gobierno provisional ruso enviados a Kiev con los representantes de la Rada Central Ucraniana —que excedía las instrucciones del Gobierno— sirvió de justificación y pretexto para que los ministros kadetes abandonasen al Gobierno el 2 de juliojul./ 15 de juliogreg.. La relación entre los ministros socialistas y los liberales había sido tensa desde el principio y había empeorado con el tiempo, especialmente tras la renuncia de Aleksandr Konoválov el 19 de mayojul./ 1 de juniogreg. y el acoso del también kadete Aleksandr Manúilov. Los kadetes estaban descontentos con la incapacidad de sus colegas socialistas del gabinete para moderar las exigencias de los trabajadores y restaurar la disciplina militar en el Ejército. El desacuerdo sobre el tratamiento de Ucrania y los nacionalismos del antiguo imperio —con el Sóviet dispuesto a realizar ciertas concesiones a los nacionalistas mientras los kadetes se negaban a ello y exigían posponer la cuestión hasta la reunión de la Asamblea constituyente— representó entonces el motivo final de la ruptura entre ambos grupos. La dimisión de los ministros kadetes produjo una nueva crisis de Gobierno, que parecía conducir a la formación de un nuevo Consejo de Ministros exclusivamente socialista, posibilidad deseada por los bolcheviques pero rechazada por los mencheviques. Estos deseaban formar un nuevo Gobierno liberal-socialista, pero que excluyese a las principales figuras kadetes, el principal partido liberal, con los que habían cooperado con gran dificultad en el primer Gobierno de coalición. Para ganar tiempo en el que resolver la crisis, Tsereteli propuso que fuese el Comité Ejecutivo Central Panruso (VTsIK), elegido en el Primer Congreso Panruso de los Sóviets, el que tratase el asunto; dado que su reunión llevaría al menos tres semanas, su convocatoria otorgaba a los políticos tiempo para resolver las posibles dificultades de formar un nuevo gabinete. Los planes de Tsereteli se vieron truncados por los acontecimientos inesperados que tuvieron lugar en la capital.

### Crisis social y económica
A las esperanzas de cambio frustradas, se unieron la oposición a la guerra y la preocupación por la agudización de la crisis económica como razones principales para que una parte creciente de la población, especialmente de los obreros urbanos y de las unidades militares de la retaguardia, exigiese el traspaso del poder gubernamental a los sóviets y, con ello, la aplicación de amplias y rápidas reformas que mejorasen las condiciones de obreros, campesinos y soldados y se pusiese fin a la guerra.

### Ofensiva militar y descontento entre la guarnición
Ante la inminencia de la nueva Ofensiva de Kérenski, que se consideraba reforzaría a las fuerzas burguesas del Gobierno Provisional Ruso y que los soldados de la guarnición de Petrogrado temían porque supondría su envío al frente, las organizaciones del Partido Bolchevique sopesaron la posibilidad de llevar a cabo manifestaciones armadas contra el Gobierno, exigiendo el traspaso del poder político a los sóviets y el inmediato comienzo de negociaciones de paz. Anarquistas y bolcheviques agitaban a las tropas contra el Gobierno. Como sucedió en diversas ocasiones en 1917, el Comité central bolchevique se dividió en dos sobre la conveniencia de convocar las marchas, con una fracción favorable encabezada por Lenin y una opuesta que incluía a Grigori Zinóviev y Lev Kámenev (6 de juniojul./ 19 de junio de 1917greg.).
Por otro lado, numerosos soldados mayores de cuarenta años mostraron su intenso descontento porque se los devolviese al frente para participar en la nueva ofensiva militar después de que se los hubiese enviado anteriormente a sus hogares para que participasen en la siembra. Esta renuencia a regresar al frente condujo en algunas localidades a disturbios.

### Convocatoria de manifestación armada y anulación
La inquietud de la guarnición ante su posible traslado al frente y la intención de bolcheviques y anarcocomunistas de aprovechar el descontento para acabar con el Gobierno provisional se plasmaron en rumores que el 9 de juniojul./ 22 de junio de 1917greg. llegaron al Sóviet de Petrogrado y al Gobierno, que envió patrullas militares a las calles. El día anterior, el Primer Congreso Panruso de los Sóviets había aprobado por amplia mayoría apoyar al Gobierno de Gueorgui Lvov. Al día siguiente, el Congreso discutió el llamamiento de los bolcheviques, a través de una proclama escrita por Stalin, a manifestarse, mientras el Sóviet de Petrogrado enviaba delegados a las fábricas y los cuarteles para contrarrestar la proclama y evitar la manifestación.

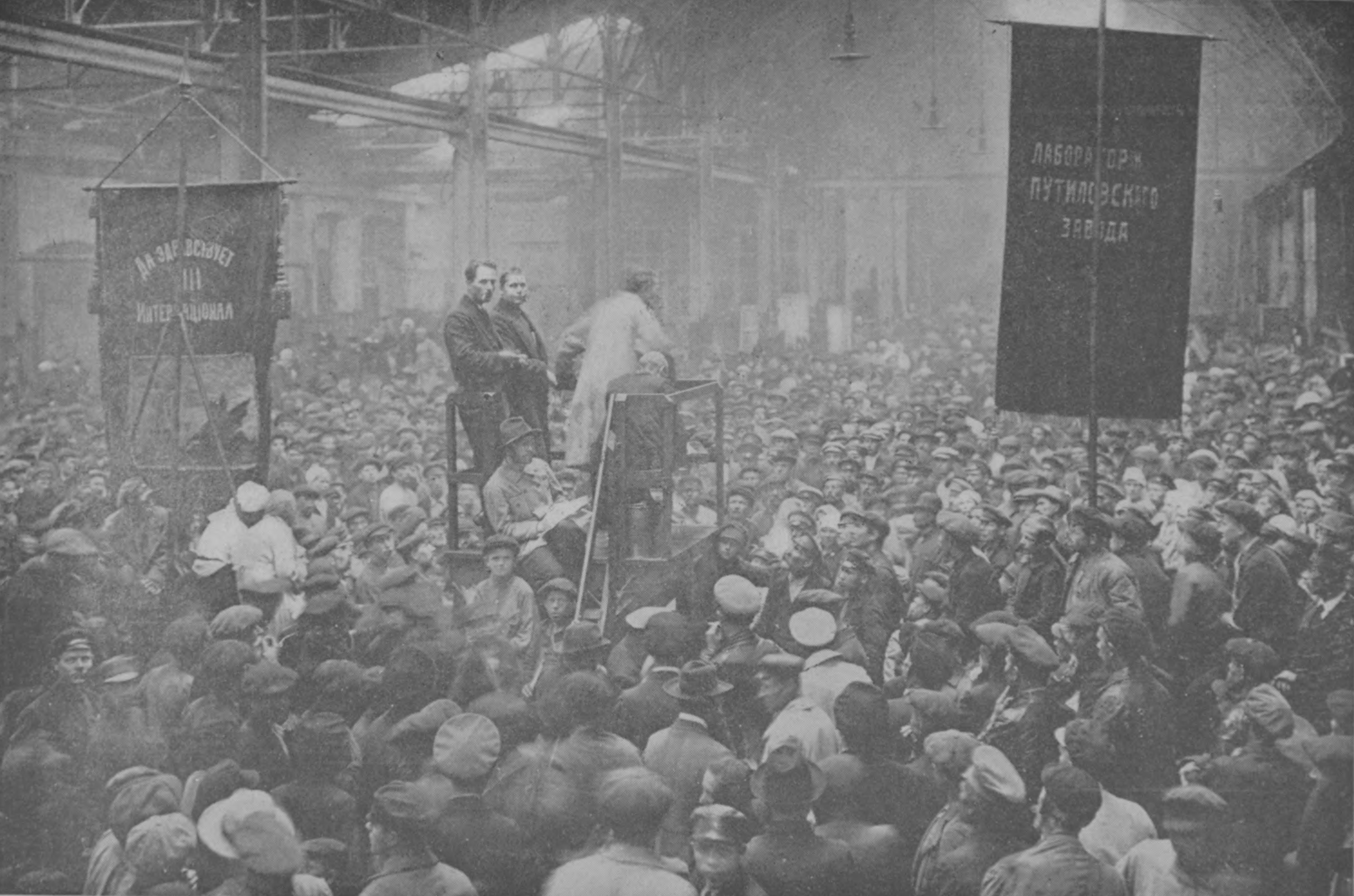
Reunión política en la gran fábrica Putílov, cuyos obreros respaldaron mayoritariamente la manifestación armada contra el Gobierno provisional ruso.

Ante la actitud hostil del Sóviet, la delegación bolchevique en el mismo convenció a Lenin para volver a votar sobre la conveniencia de mantener la convocatoria de reunión. La delegación temía ser expulsada del Sóviet de Petrogrado y quedar aislada políticamente. Debido a la ausencia de delegados de la Organización Militar y del comité local, más favorables a la convocatoria, la duda de Lenin, y el cambio de voto de Zinóviev, se canceló el llamamiento y se enviaron rápidamente delegados para comunicar el cambio de postura. La anulación de las marchas en el último momento dejó a numerosos trabajadores y soldados descontentos.

### Postura del Consejo
A pesar de haber desconvocado la manifestación, las figuras más favorables a la colaboración con el Gobierno, como Irakli Tsereteli, Nikolái Avkséntiev o Aleksandr Kérenski, defendieron en el Consejo la necesidad de desarmar a los bolcheviques, propuesta que se encontró con la oposición de parte del Consejo y fue finalmente rechazada. La moción de Fiódor Dan, más moderada, de condenar la acción de los bolcheviques y prohibir futuras manifestaciones que no contasen con el permiso del Consejo recibió el respaldo mayoritario (12 de juniojul./ 25 de juniogreg.). En la misma sesión y como muestra de fuerza del Consejo, de conciliación con los bolcheviques y para encauzar el descontento de parte de la población, el Consejo aprobó convocar su propia manifestación, pacífica y desarmada, para el 18 de juniojul./ 1 de julio de 1917greg.. La manifestación se organizó en favor de la paz sin indemnizaciones ni anexiones, de la autodeterminación de los pueblos y de la unidad del movimiento revolucionario. La presidencia defensista deseaba utilizar la manifestación para mostrar el apoyo popular a la coalición social-liberal gobernante y a la ofensiva militar.
Los bolcheviques emplearon los días previos a la manifestación en una amplia campaña, sin igual entre las demás formaciones políticas, para introducir sus lemas de la manifestación anulada en la nueva convocada por el Consejo y obtuvieron un gran respaldo en fábricas y cuarteles. Bolcheviques, anarquistas y socialrevolucionarios de izquierda trataban de convertir la convocatoria en una muestra de repulsa a la guerra, al Gobierno y a favor del traspaso del poder a los sóviets.

### Manifestación del 1 de julio y ofensiva militar

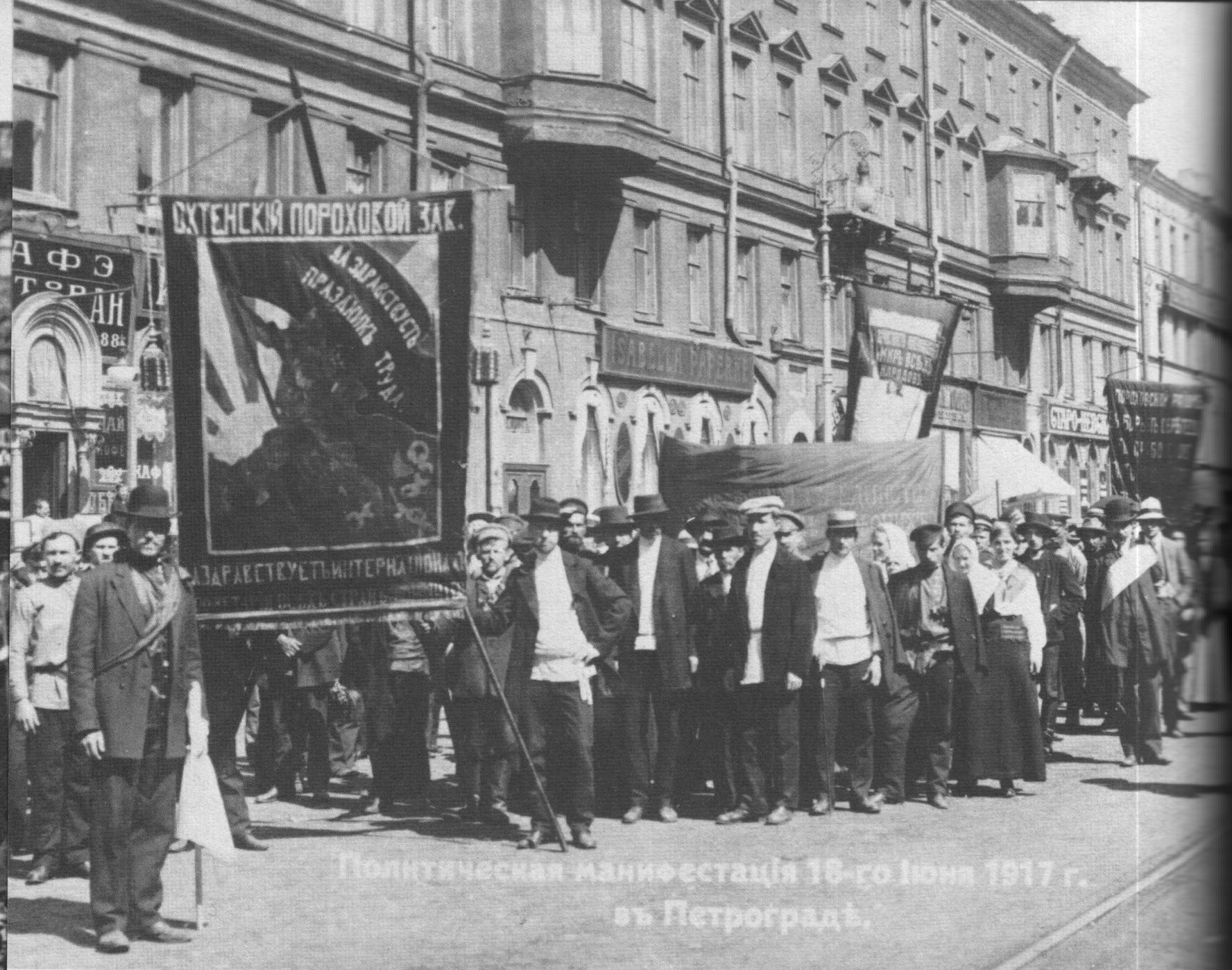
La manifestación del convocada por el consejo capitalino, que acabó mostrando más la fuerza de los partidos radicales que la del propio Sóviet de Petrogrado.

La manifestación resultó un éxito de movilización, con más de cuatrocientos mil participantes, pero demostró la fuerza de los lemas bolcheviques, que inundaron la marcha, más que la del Consejo y su política moderada hacia el Gobierno. La manifestación, convocada para reforzar la postura favorable a la colaboración con los partidos burgueses en el Gobierno, se convirtió en prueba de la intensidad del deseo de traspasar el poder a los consejos y derrocar a los ministros liberales.
El mismo día de la manifestación, se desencadenó la última ofensiva del Ejército ruso en la guerra mundial, la ofensiva Kérenski, que, tras unas primeras victorias, mostró la desorganización y la oposición a continuar combatiendo de la mayoría de las unidades. La victoria inicial se convirtió en pocos días en derrota militar y política, que hundió el programa revolucionario-defensista y agudizó la crisis gubernamental que caracterizó el verano de 1917.
A pesar de la fuerza aparente de la postura de bolcheviques y anarcocomunistas, el 20 de juniojul./ 3 de juliogreg. Lenin se mostró contrario a intentar tomar el poder prematuramente sin contar antes con una mayoría en los consejos. Sin esta, sostuvo Lenin, la toma del poder sería precipitada y efímera. El objetivo del partido no debía en ese momento tomar el poder derrocando al Gobierno, sino hacerse con el control de los consejos, en los que recaería pronto el poder por el creciente desprestigio del Consejo de Ministros, que aumentaba desde el comienzo de la Ofensiva Kérenski.

### Aumento de la tensión en la capital
Por otra parte, aumentaba la tensión entre los anarcocomunistas, instalados en Villa Durnovó, en el norteño distrito de Víborg, y el Gobierno. El 5 de juniojul./ 18 de juniogreg., habían tomado las oficinas de un diario derechista, del que habían sido expulsados y esta acción había llevado al ministro de Justicia, Perevérzev, a exigir el abandono de su sede. Los anarcocomunistas solicitaron el apoyo de los trabajadores y 28 fábricas fueron a la huelga, registrándose manifestaciones armadas a su favor en varios distritos obreros. El Consejo hubo de mediar para rebajar la tensión. El asalto gubernamental a la residencia ocupada por los anarquistas la noche siguiente a la manifestación convocada por el sóviet agravó la hostilidad de los trabajadores del distrito hacia la coalición de Gobierno. Esto, junto con la petición de moderación del ministro de Trabajo, el menchevique Skóbelev, el 28 de juniojul./ 11 de juliogreg. que llegó en un momento de empeoramiento de la situación económica y de crecientes conflictos industriales, además del comienzo de la ofensiva el mismo día de la manifestación en Petrogrado, aceleró la radicalización de los partidarios del sóviet en las dos semanas que siguieron a la gran manifestación en la capital y precedieron al estallido de las protestas de julio.
El 22 de juniojul./ 5 de juliogreg., los delegados bolcheviques en el CEC habían advertido de la probabilidad de grandes manifestaciones que posiblemente se desencadenarían por protestas de los obreros de la fábrica Putílov. Al día siguiente, delegados de setenta y tres fábricas, reunidos en la Putílov, aprobaron la exigencia de subidas de salarios para compensar la inflación y, sosteniendo que esto no sería suficiente, exigieron además tomar el control de la producción y que el poder político pasase a los consejos.

## Desarrollo

### Planes de insurrección

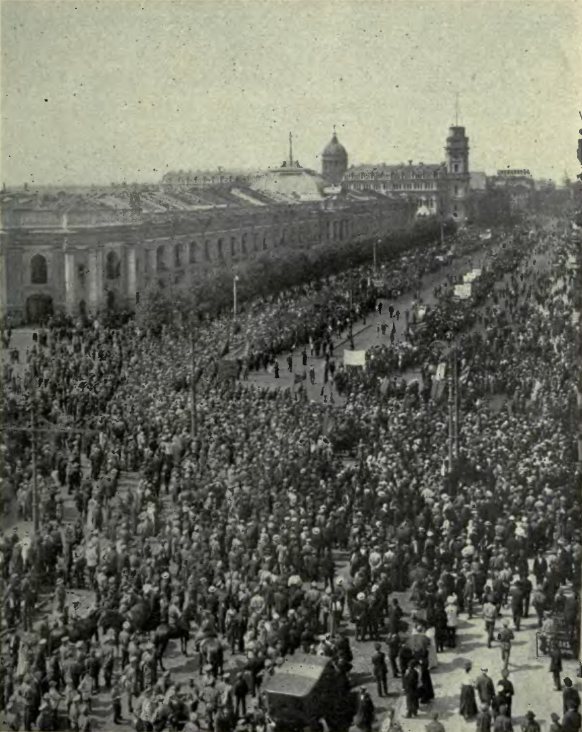
Manifestantes en Nevski Prospekt durante las Jornadas de Julio.

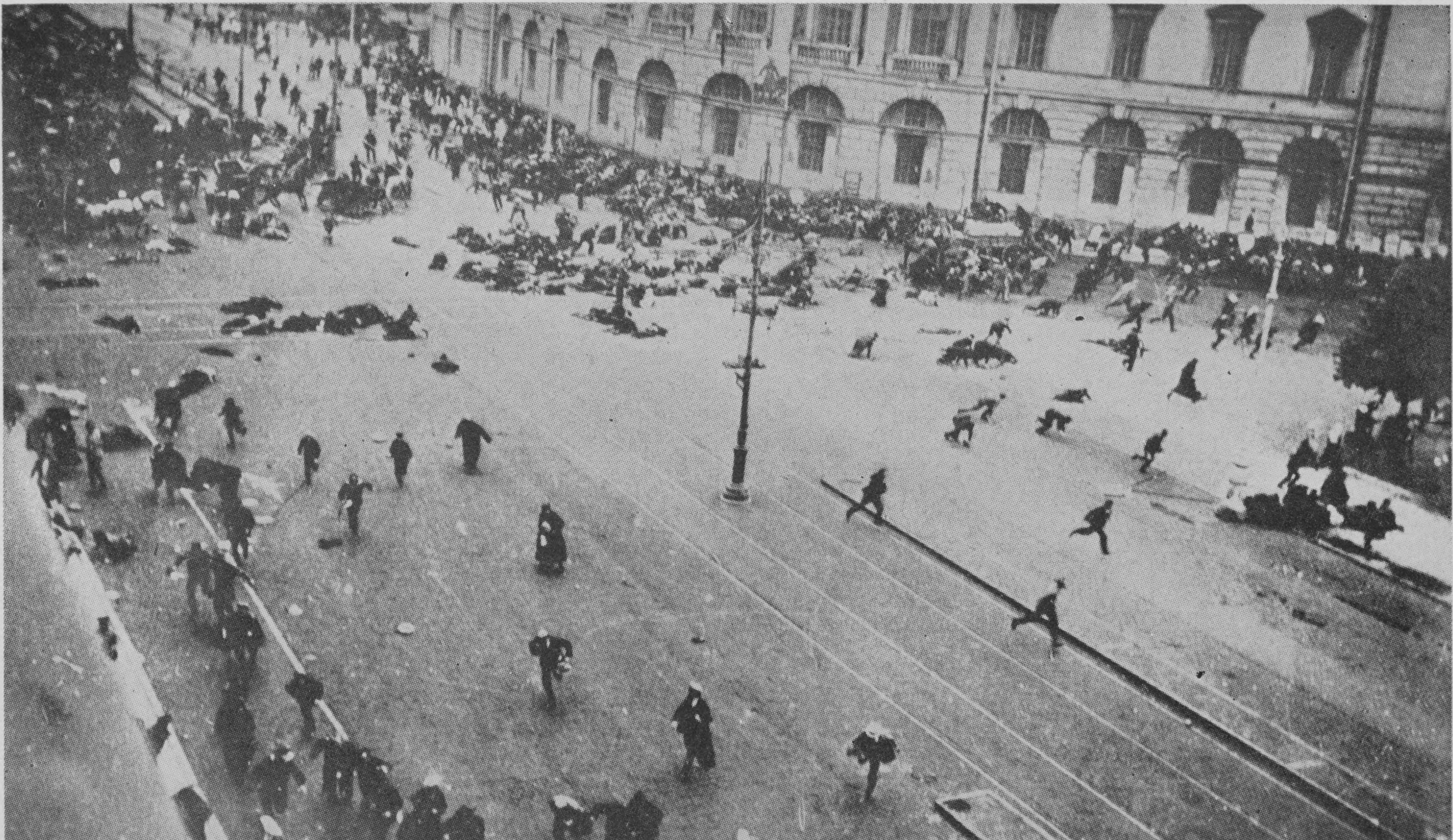
Desbandada de los manifestantes tiroteados en Nevski Prospekt. Los choques entre manifestantes y partidarios del Gobierno y del sóviet produjeron alrededor de 400 muertos.

La situación entre los soldados de la guarnición, sin embargo, era de extrema tensión, mostrándose opuestos completamente a su traslado al frente. Los primeros días de la acometida rusa contra los Imperios Centrales, sólo la intensa actividad del Consejo de la capital y de los delegados bolcheviques había evitado un motín y únicamente con gran dificultad logró el Consejo transferir algunos hombres de la ciudad al frente.
Algunas unidades se mostraron dispuestas a manifestarse por su cuenta contra el Gobierno. Anarquistas, socialrevolucionarios de izquierda y bolcheviques cercanos a obreros y soldados estaban cada vez más convencidos de contar con la fuerza necesaria para derrocar al Gobierno. Por su parte, la Organización Militar Bolchevique, al enterarse de estos planes, se los comunicó al comité central del partido el 2 de juliojul./ 15 de julio de 1917greg., que prohibió cualquier participación del partido en su organización. Esta orden fue acatada en teoría pero desobedecida en la práctica, alentando los agitadores de la Organización a los soldados en su propósito.

### El 16 de julio
Al día siguiente, la principal unidad dispuesta a alzarse, el 1.er Regimiento de Ametralladoras, envió delegados a las demás unidades militares de la capital y a las fábricas para recabar el apoyo de soldados y trabajadores para su marcha armada con el objetivo de derrocar al Gobierno y traspasar el poder a los consejos. La unidad, cercana a bolcheviques y anarcocomunistas, se hallaba muy agitada desde el 18 de febrerojul./ 3 de marzogreg., cuando recibió órdenes de que parte de ella se trasladase al frente. Los esfuerzos de los enviados de la Organización Militar bolchevique para convencer a la unidad de que desistiese en su propósito resultaron infructuosos.
La acogida a sus propuestas fue desigual. Algunas unidades mostraron su apoyo, mientras que otras se limitaron a expresar su intención de permanecer neutrales o se negaron a participar en la empresa. El regimiento logró, sin embargo, el respaldo de numerosas fábricas, entre ellas la de treinta mil trabajadores de la fábrica Putílov —especialmente hostiles al Gobierno por una disputa salarial que llevaba más de un mes sin solución— y también de diez mil marinos de la base naval de Kronstadt, que se unieron a la protesta la misma tarde del 3 de juliojul./ 16 de juliogreg.. Los intentos de algunos populares dirigentes bolcheviques de la base naval no habían logrado detener a los marinos, influidos por los discursos de los enviados del 1.er Regimiento de Ametralladoras y de algunos anarquistas llegados de la capital y finalmente se habían decidido a apoyar su marcha a la ciudad.
Los comités ejecutivos del sóviet se hallaban tratando la crisis gubernamental cuando recibieron las noticias sobre las revueltas alrededor de las 15:00; Stalin declaró que los bolcheviques no tenían nada que ver con las protestas, afirmación que se recibió con escepticismo. Finalmente y tras aprobarse una proclama a la población para que no se manifestase, se levantó la sesión. Cuando esta se retomó pasada la medianoche, la sede del sóviet se encontraba rodeada ya de miles de manifestantes.
Por la tarde, las organizaciones bolcheviques, ante el aumento del movimiento, presionaron al comité central para respaldarlo antes de encontrarse con un levantamiento armado que no controlase. Durante todo el día, la organización militar del partido había tratado de detener las protestas; cuando parecía que había logrado convencer a los soldados de las unidades más exaltadas, llegó la noticia alrededor de las 18:30 de que varios regimientos —el 1.º de Ametralladoras, el de Moscú, el de Granaderos y el 180.º— se dirigían a la sede del partido. Los intentos de último momento para devolver a los soldados a los cuarteles fracasaron. A las 19:00, los alzados ya controlaban la estación Finlandia y los puentes del norte de la capital y camiones armados recorrían Nevski Prospekt. Miles de manifestantes se dirigieron al centro de la ciudad.
La postura de la dirección del partido bolchevique era aún incierta cuando grupos de soldados de varias unidades amotinadas y miles de trabajadores acudieron a su sede en la mansión Kshesínskaya (entonces propiedad de Mathilde Kschessinska), cercana a la Fortaleza de San Pedro y San Pablo y forzaron definitivamente el apoyo de la organización al alzamiento. Los bolcheviques decidieron entonces dirigir a la muchedumbre al Palacio Táuride, sede del Sóviet de Petrogrado (Consejo) para presentar sus exigencias de acabar con el Gobierno provisional y asumir el poder. Incapaz de contener las protestas, la dirección bolchevique decidió finalmente unirse a ellas, como ya lo había hecho parte de la base del partido, que había atizado el descontento y favorecido las manifestaciones. A la vez que se decidía a tratar de dirigir las protestas como «expresión pacífica y organizada de la voluntad de trabajadores, soldados y campesinos» de conceder el poder gubernamental a los sóviets, el comité central reclamó el urgente regreso de Lenin, que se hallaba de vacaciones en Finlandia, a la capital.
Alrededor de las 23:00, los manifestantes que se dirigían por Nevski Prospekt hacia la sede del Sóviet de Petrogrado se enzarzaron en tiroteos con fuerzas de derecha; llegaron al palacio alrededor de la medianoche, donde se les unieron los treinta mil trabajadores de la fábrica Putílov dos horas más tarde. A esa hora, el palacio estaba rodeado por unos sesenta o setenta mil manifestantes y desprovisto de protección, ya que unos regimientos de la guarnición se negaron a enviar tropas si no lo hacían los demás. Los manifestantes exigían airadamente el traspaso del poder gubernamental a los sóviets. Los dirigentes del Consejo, sin embargo, se negaron a aceptar esta exigencia. Los bolcheviques, no obstante, habían logrado que la sección obrera del sóviet aprobase una moción favorable a la formación de un Gobierno soviético.
Los manifestantes llevaban pancartas exigiendo la dimisión de los «ministros capitalistas» y el traspaso del poder político a los sóviets. Deseaban la expulsión de los ministros burgueses, que ya no creían que los socialistas pudiesen controlarlos como habían supuesto cuando habían apoyado el ingreso de estos en el Consejo de Ministros y los culpaban de la política económica y bélica que rechazaban. Más que un cambio en la composición del Gobierno en sí, el deseo de los manifestantes era el de cambiar de manera inmediata las medidas del Gobierno y de lograr así las antiguas promesas de la revolución recogidas por el sóviet: reconstrucción económica, democratización, reforma agraria y paz. Sin embargo, seguían confiando para lograrlo en los mismos dirigentes moderados del sóviet que se oponían a la toma del poder y defendían la coalición. La esperanza de los reunidos ante la sede del sóviet consistía en tratar de persuadir o, en caso de lograrlo, obligar a los dirigentes de este a acabar con la coalición con los ministros burgueses y asumir el poder político. La renuencia de las masas a retirar su apoyo a los dirigentes del sóviet y el rechazo de estos a asumir las exigencias de los manifestantes produjeron una gran tensión y una frustración cada vez mayor entre las primeras hacia los segundos, a los que no eran capaces de obligar a que siguiesen sus consignas.
Los intentos de algunos dirigentes del Consejo de dispersar la manifestación fracasaron y la multitud presentó sus exigencias al Consejo, aplaudiendo a los oradores bolcheviques que, sin embargo, no utilizaron la fuerza para obligar al mismo a aceptar las reclamaciones de los manifestantes. Los soldados más radicales y los anarcocomunistas habían cedido el control del movimiento a los bolcheviques, que no se decidieron a dar un golpe de mano contra el renuente Consejo. Alrededor del amanecer del 4 de juliojul./ 17 de julio de 1917greg., entre las 3:00 y las 4:00, cansados y hambrientos, los manifestantes comenzaron a regresar a sus hogares, con la intención de regresar más tarde hasta lograr sus objetivos.

### El 17 de julio
La mañana del día siguiente, la ciudad continuó paralizada por las protestas: los comercios cerraron tras abrir brevemente, el transporte público urbano cesó y los trabajadores se unieron a las protestas o no acudieron a sus puestos de trabajo. Unidades armadas recorrían el centro de la ciudad desde primeras horas de la mañana. La Organización Militar Bolchevique había pasado la noche planeando las protestas, sin descartar un derrocamiento del Gobierno por la fuerza. El día de mayores protestas, el comité central bolchevique llamó a una manifestación pacífica a favor de la asunción del poder por los consejos. Las protestas, sin embargo, no resultaron organizadas ni pacíficas. Por su parte, los llamamientos de los dirigentes socialistas moderados del Consejo para que cesasen las protestas resultaron infructuosos.

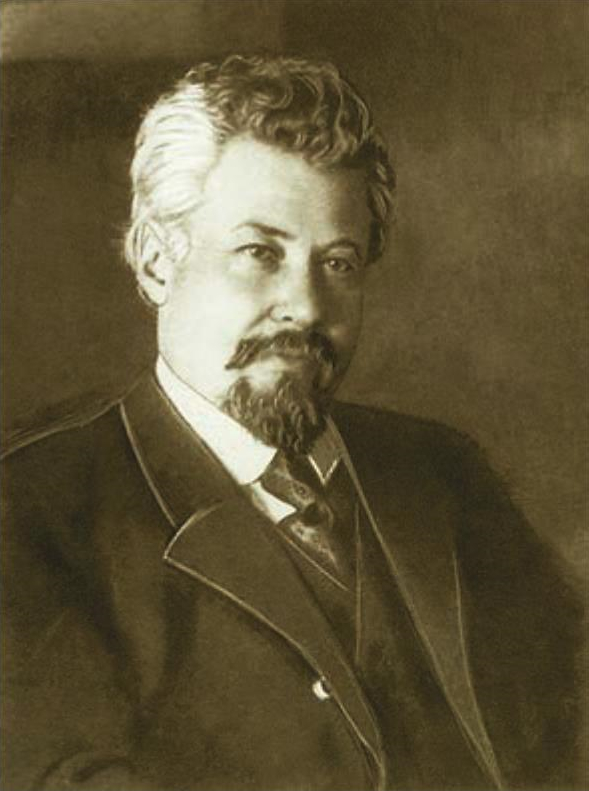
Víctor Chernov, dirigente socialrevolucionario, hubo de ser rescatado de manos de los manifestantes por León Trotski. El Consejo había enviado a Chernov confiando en su popularidad para disolver la protesta.

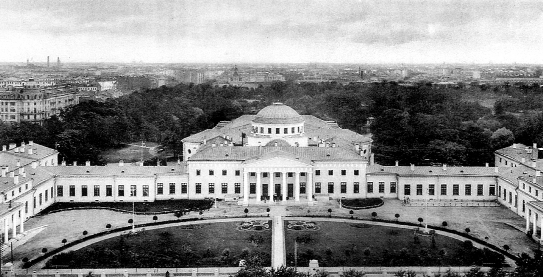
El palacio Táuride, sede del Sóviet de Petrogrado, que fue rodeado por los manifestantes en un intento de forzar su aceptación del poder y la eliminación del Gobierno Provisional Ruso.

Soldados y trabajadores se concentraron en la mansión Kshesínskaya para recibir instrucciones sobre las marchas para ese día mientras agitadores bolcheviques competían con enviados del Consejo para ganarse el respaldo de las fábricas para la continuación de la protesta. Alrededor de veinte mil marinos de la base naval de Kronstadt, llegados a la capital durante la mañana, escucharon un discurso cauteloso de Lenin que, si bien apoyaba el lema de las marchas, pedía moderación; el dirigente bolchevique no consideraba en realidad que hubiese llegado el momento de tomar el poder, aunque confiaba que ese momento llegaría «antes del final del otoño».
A pesar del gran respaldo a la marcha a favor de un Gobierno soviético (cerca de medio millón de manifestantes), el apoyo a la misma comenzaba a decaer: las unidades de la guarnición que se habían negado a apoyarla al comienzo seguían oponiéndose a participar y algunas de las que se habían manifestado el día anterior dudaban sobre si seguir apoyándola. El respaldo militar al Consejo era, sin embargo, nulo, y al Gobierno completamente inexistente. Las unidades que no se habían amotinado se habían declarado neutrales y no mostraban intención alguna de acudir en auxilio del Gobierno, reunido sin defensa alguna en el apartamento del primer ministro, príncipe Lvov.
Los ministros del Gobierno, sin apoyo alguno en las fábricas o en la guarnición, se refugiaron en el Estado Mayor del Ejército. Los intentos del día anterior de la comandancia del distrito militar de la capital de usar las unidades no amotinadas contra los manifestantes habían fracasado. El Gobierno apenas contaba con unos destacamentos de cosacos y algunos heridos para proteger el Palacio de Invierno y el edificio del Estado Mayor.
Pasado el mediodía, los manifestantes volvieron a marchar hacia la sede del Consejo, reproduciéndose una vez más los tiroteos en el centro de la ciudad entre manifestantes y francotiradores. Los choques armados se sucedieron a lo largo de todo el día, con numerosas bajas, alrededor de cuatrocientas. Nuevamente más de sesenta mil manifestantes rodearon el palacio. En un intento de acabar con la protesta, la mayoría del Consejo envío al dirigente socialrevolucionario y ministro de Agricultura Víctor Chernov a convencer a los manifestantes, que le recibieron con hostilidad, deteniéndolo. Un trabajador, que agitando el puño hacia Chernov le expetó: «¡Toma el poder, hijo de puta, cuando se te entrega!», expresó el malestar de los manifestantes por la oposición de los dirigentes del Consejo a hacerse con el poder. La rápida intervención de León Trotski, que gozaba de la confianza de los marinos, logró la liberación de Chernov.
Ante los enfrentamientos, la amenaza creciente de golpe de Estado, la radicalización de los manifestantes y la falta de apoyo de la guarnición, el Consejo aprobó el traslado de tropas del frente para aplastar la protesta. Sin embargo, estas no llegarían a la ciudad al menos hasta la noche. La ciudad se hallaba a merced de los manifestantes, que hubiesen podido detener tanto al Consejo de Ministros como a los dirigentes soviéticos con facilidad. Estos seguían rechazando las exigencias de los manifestantes, a los que consideraban radicalizados por la agitación de los bolcheviques, confundidos e inmaduros políticamente. Rechazando que el malestar de los que exigían el fin de la coalición se debiese a un malestar genuino y no a la acción de los radicales y temiendo el aislamiento del proletariado de las demás clases sociales del país como parecían mostrar los enfrentamientos armados en la ciudad, las protestas no solo no forzaron a los dirigentes del sóviet a cambiar de política, sino que reforzaron su convencimiento de la necesidad de mantener la alianza con las fuerzas burguesas.
Mientras, durante la tarde, el ministro de Justicia, Perevérzev, sin acordarlo con el Consejo asediado en el palacio, decidió publicar la investigación que el Gobierno estaba llevando a cabo sobre la posibilidad de que Lenin estuviese trabajando para los alemanes. La misma estaba aún incompleta y los indicios a favor de esta tesis se basaban en testigos muy dudosos, pero el ministro decidió enviar los datos a la prensa para tratar de debilitar a los bolcheviques y ganarse el apoyo de los regimientos de la capital que no se habían unido a la revuelta abiertamente. Su acción surtió efecto, poniéndose varias unidades en camino hacia el Palacio Táuride.
Las deliberaciones continuaban en la sede del Consejo, que hacia las 21:00 quedó ocupado por la multitud, sin que esto detuviese el debate. Pasada la media noche y con la mayoría de los delegados opuestos al derrocamiento del Gobierno de coalición y a la toma del poder por el Consejo, comenzaron a llegar tropas leales al Consejo, para alivio de la mayoría de los delegados.

### El 18 de julio

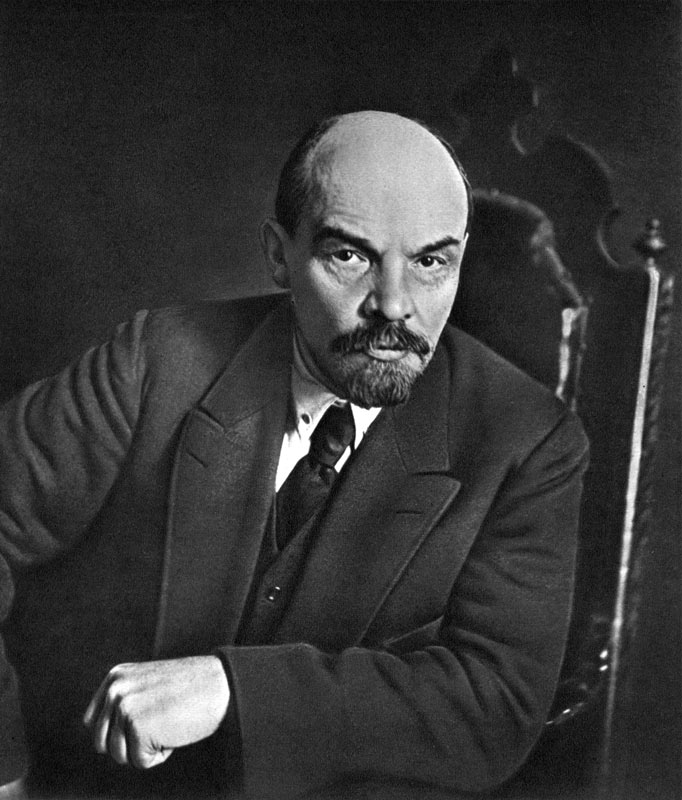
Lenin, dirigente del partido bolchevique. No trató de detener la revuelta a pesar de no considerar la situación adecuada para una toma del poder por los sóviets ante la debilidad bolchevique en los mismos. Tras el fracaso de la intentona, propuso sustituir el objetivo de traspasar el poder a los sóviets por una toma directa del poder por el partido, sin lograr el respaldo de este, y pasó a la clandestinidad, buscado por el Gobierno provisional.

Tras el alborozo por la llegada de las tropas favorables, los comités ejecutivos aprobaron la moción de los defensistas, presentada por el socialrevolucionario Abraham Gotz, que reconocía la autoridad del Gobierno formado por los ministros que habían quedado tras la retirada de los kadetes y aplazaba el debate sobre la formación de un nuevo gabinete a la reunión plenaria del CEC que debía tener lugar dos semanas más tarde. La moción, acordada por los dirigentes defensistas antes del estallido de las protestas, permitía a estos disfrutar de cierto tiempo para recomponer la coalición con la burguesía, desbaratada por la dimisión kadete, y tratar de acabar con los desórdenes causados por los disturbios de los últimos días.
La indignación creciente de parte de la población por la información sobre Lenin, la inminente llegada de tropas del frente, el apoyo tardío de parte de la guarnición y la desmoralización cada vez mayor de una parte notable de los manifestantes reforzaron repentinamente la posición del Sóviet de Petrogrado y del Gobierno en la madrugada del 18 de julio.
Ante la creciente oposición a las manifestaciones, el partido bolchevique, demasiado involucrado en las mismas para retirarse sin daño y habiéndolas tolerado (el propio Lenin, de vuelta en la capital en la mañana del 4 de juliojul./ 17 de juliogreg., no había tratado de detenerlas) y fomentado por sus cuadros menores, había de optar por tratar de tomar el poder a pesar de la oposición del Consejo y la posible hostilidad de las provincias y de las tropas del frente, o intentar disolverlas cuanto antes. Pravda anunció que la huelga y manifestaciones previstas para ese día quedaban desconvocadas; la mayoría de los marinos, la principal fuerza de los manifestantes, había regresado a su base la noche anterior.
La violencia, debida fundamentalmente a los manifestantes hasta ese momento, comenzó a provenir ahora de los partidarios del Gobierno. A primeras horas de la mañana, un oficial al frente de un destacamento arrasó las oficinas de Pravda. Hacia mediodía las tropas leales al Sóviet y al Gobierno controlaban la mayor parte de la ciudad, salvo los suburbios obreros; la capital se tornó peligrosa para los sospechosos de bolchevismo y la intensidad de la sensación de contrarrevolución alarmó incluso a los socialistas moderados.
Por la tarde, comenzaron las conversaciones entre las fuerzas leales y las rebeldes para la rendición de estas, que no se logró. Un acuerdo preliminar entre representantes del Consejo y de los bolcheviques que limitaba las represalias y garantizaba el desarme de los insurrectos fue descartado por la noche. La mayoría de los marinos de la flota, no obstante, lograron regresar a Kronstadt sin problemas, quedando apenas unos cientos para defender la mansión Kshesínskaya y la Fortaleza de San Pedro y San Pablo.

### 19 de julio
A pesar de los rumores sobre la renuencia de la dirección bolchevique a resistir a las tropas leales al Consejo y al Gobierno, el mando del distrito militar decidió poner en marcha una gran operación militar para tomar por la fuerza los edificios aún en poder de aquellos, que comenzó a las 3:00 a. m.; la fortaleza y la sede el partido pronto quedaron aislados.
Poco después de las 7:00 a. m., los bolcheviques recibieron un ultimátum exigiendo su rendición y aprovecharon el tiempo de reflexión para trasladarse de la mansión a la fortaleza. Las fuerzas gubernamentales ocuparon la mansión poco después, sin encontrar resistencia. Hacia el mediodía, las conversaciones entre sitiados y sitiadores acabaron con la rendición de los primeros, postura favorecida por el Consejo y respaldada por el comité central bolchevique.
En las provincias hubo escaso apoyo a la toma del poder por los sóviets y apenas se produjeron incidentes en unas cuantas ciudades.
Este día se expidió la orden de detención contra Lenin, Zinóviev y Kámenev. Tras dudar entre pasar a la clandestinidad y entregarse para ser juzgado y utilizar el juicio como defensa, Lenin optó por la primera alternativa junto con Zinóviev aduciendo las acciones de Perevérzev en su contra como prueba de la imposibilidad de recibir un juicio imparcial. Pasó a Helsinki antes de regresar a Víborg antes de la Revolución de Octubre.

## Consecuencias

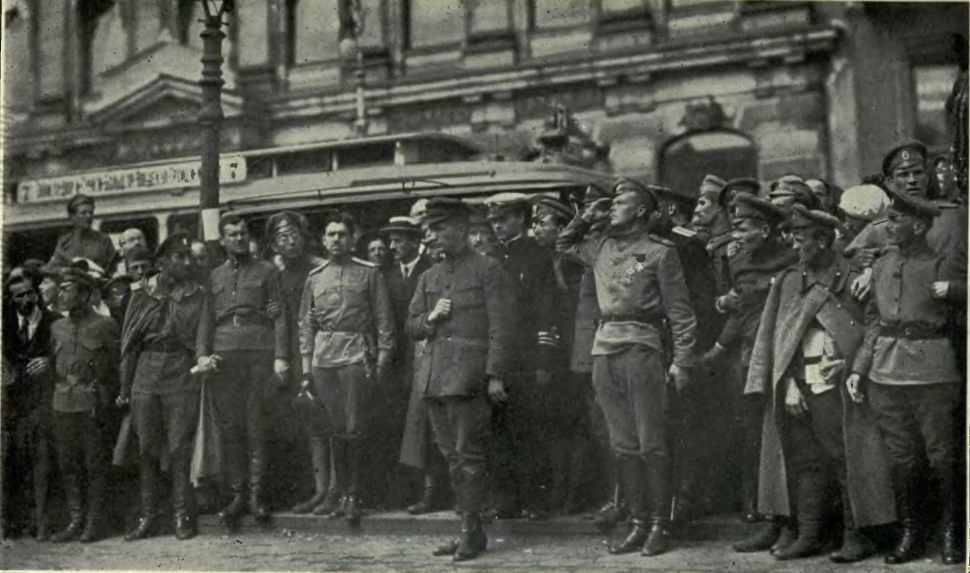
Aleksandr Kérenski, ministro de Defensa y pronto presidente del Gobierno de un nuevo gabinete de coalición social-burguesa, en las exequias de los muertos durante las Jornadas de Julio. Las medidas del Gobierno contra los bolcheviques fueron ineficaces.

La revuelta acentuó el rechazo de los dirigentes mencheviques a tomar el poder y formar un Gobierno exclusivamente socialista, como habían reclamado los manifestantes. En su opinión, una toma del poder por el sóviet, que solo representaba a una pequeña parte de la población a su modo de ver, llevaría a un enfrentamiento armado entre socialistas y burgueses, a la utilización por estos de las masas campesinas rusas, y al triunfo de la contrarrevolución. Para los mencheviques, el atraso social, económico y político ruso impedía el éxito de un Gobierno exclusivamente socialista. Los socialistas moderados sostuvieron por tanto la necesidad de forjar una nueva coalición con los representantes de la burguesía para mantener el sistema democrático y evitar el enfrentamiento civil.
Las manifestaciones, enormes pero desorganizadas y sin dirección ante la renuencia de los bolcheviques, resultaron incapaces de imponer un Gobierno soviético ante la negativa de los dirigentes socialistas moderados a tomar el poder y la ausencia de una dirección socialista alternativa. Lejos de ser un intento bolchevique por tomar el poder, las protestas habían sido un síntoma del descontento popular y del deseo de que se formase un nuevo Gobierno exclusivamente socialista que aplicase un programa de reformas radicales que incluyese la paz, cambios económicos y la solución de los graves problemas del país. Los bolcheviques se habían visto arrastrados a participar en las protestas por un descontento que no podían controlar. Para una parte creciente de la población, la coalición con las fuerzas burguesas había fracasado al no servir para satisfacer sus deseos de reformas fundamentales. La participación de los socialistas moderados en el Gobierno y el fracaso de este condujo además a un creciente desprestigio de aquellos. La importancia de la agitación bolchevique y su posición como principal partido de oposición permitieron tanto al Gobierno como a los socialistas moderados concentrarse en criticar al partido de Lenin como causante de las protestas e ignorar el descontento de la población y el deseo creciente de un Gobierno soviético. La consiguiente falta de reformas en las semanas que siguieron a las protestas hicieron inútiles las represalias contra los bolcheviques y efímera su pérdida de popularidad. La actitud de las provincias, mayoritariamente favorable por el momento a las tesis de los defensistas partidarios de la coalición con las fuerzas burguesas, mermó rápidamente en las semanas siguientes como ya había sucedido en la capital, tendencia que los socialistas moderados subestimaron.
Por su parte, las clases medias y altas reaccionaron a las protestas de julio endureciendo su posición y negándose cada vez más a realizar nuevas concesiones políticas o económicas, lo que complicó aún más los acuerdos entre socialistas y burgueses. Sintieron una engañosa sensación de fuerza que desapareció semanas después con el fracaso del golpe de Kornílov, el esperado dictador que debía haber acabado con las consecuencias de la revolución, que rechazaban.
Las medidas represivas del nuevo Gobierno encabezado por Aleksandr Kérenski fueron limitadas e ineficaces y no lograron restablecer el orden de forma completa. Los planes para enviar al frente a las tropas más involucradas en el levantamiento se llevaron a cabo de forma parcial y no se llegó a desarmar a la población que había recibido armamento para ayudar a sofocar la revuelta. Ante la amenaza de golpe de Lavr Kornílov a comienzos de septiembre, el propio sóviet de Petrogrado se vio obligado a aumentar el armamento en manos de los civiles. Las medidas más vanas fueron las que intentaron disolver el partido bolchevique y sus organizaciones dependientes, que apenas sufrieron desgaste a pesar del arresto de algunos de sus dirigentes. La pérdida de apoyo entre obreros y campesinos a los bolcheviques fue asimismo efímera, aunque intensa.
El partido decidió el propio 6 de juliojul./ 19 de juliogreg. no pasar a la clandestinidad y continuar con sus actividades legalmente, aunque ocultando a Lenin y Grigori Zinóviev, buscados por el Gobierno. Otros dirigentes considerados por el Gobierno culpables de la revuelta, tachada de traición, fueron arrestados en los días siguientes a su aplastamiento (entre ellos el bolchevique Lev Kámenev o León Trotski y Anatoli Lunacharski, los dos del Comité Interdistrito). Cerca de doscientas personas fueron acusadas formalmente por el Gobierno de haber instigado la rebelión; algunas fueron liberadas durante el golpe de Kornílov y otras durante la Revolución de Octubre y ninguna llegó a ser juzgada. Al comienzo la derrota bolchevique pareció total, con la huida de parte de los dirigentes, el arresto de otros, la hostilidad del resto de corrientes socialistas y el estancamiento en el reclutamiento de miembros del partido. A comienzos de septiembre, sin embargo, cuando tuvo lugar el fallido golpe de Kornílov, el partido de Lenin se había recuperado completamente del fracaso del intento de toma del poder de julio. El 31 de agostojul./ 13 de septiembregreg., los bolcheviques lograban la mayoría en el Sóviet de Petrogrado y poco después Lenin abogaba por la inmediata toma del poder, mientras la Organización Militar Bolchevique, temerosa de repetir el fracaso de julio, defendía la preparación concienzuda del golpe.